# موراي رايلي
موراي رايلي (بالإنجليزية: Murray Stewart Riley) هو مجدف أسترالي، ولد في 5 أكتوبر 1925.

## وصلات خارجية
- موراي رايلي على موقع الاتحاد الدولي للتجديف (الإنجليزية)
- موراي رايلي على موقع اللجنة الأولمبية الدولية (الإنجليزية)
- موراي رايلي على موقع أوليمبيديا (الإنجليزية)
- موراي رايلي على موقع اللجنة الأولمبية الأسترالية (الإنجليزية)
- موراي رايلي على موقع اتحاد ألعاب الكومنولث (مؤرشف) (الإنجليزية)